# Макомон (Ајдахо)
Макомон (енгл. McCammon) град је у америчкој савезној држави Ајдахо.

## Демографија
По попису из 2010. године број становника је 809, што је 4 (0,5%) становника више него 2000. године.
| Група             | 2000.       | 2010.       |
| Белци             | 749 (93,0%) | 780 (96,4%) |
| Афроамериканци    | 4 (0,5%)    | 3 (0,4%)    |
| Азијати           | 3 (0,4%)    | 0 (0,0%)    |
| Хиспаноамериканци | 28 (3,5%)   | 19 (2,3%)   |
| Укупно            | 805         | 809         |